# Virgin (släkt)
Virgin (uttalas [virgín], förr även [virjín]) , är en pommersk adlig ätt känd sedan 1408, sedan 1731 adlig i Sverige.

## Ättens svenska historia
Ättens äldste, i historiska källor belagde stamfader är Urban Virgin (känd 1575). Denne var farfarsfar till Adrianus Virginius som vid mitten av 1600-talet var kyrkoherde i Riga och verksam vid Dorpats universitet, som då tillhörde svenska Livland. Adrianus Virginus son Bernhard Virgin (d.ä.) var kapten i ett värvat regemente, och fick med sin hustru Sophia Sonnenberg sonen Bernhard Virgin (d.y.). Denne deltog och utmärkte sig i flera slag såsom löjtnant i värvade regementen i Livland, var rysk krigsfånge i många år, frisläpptes 1714 och inkom då till Sverige där han utnämndes till major i Skånska Dragonregementet. I den egenskapen naturaliserades han den 12 juni 1731 som svensk adelsman, och introducerades 19 juni samma år. Virgin är adlig släkt nr 1848. Bernhard Virgin fick så småningom överstelöjtnants grad.
Bernhard Virgin var gift tre gånger, och ätten fortlevde med barn från de två senare äktenskapen. Huvudmannagrenen utgår från Virgins son med Eleonora Soop, dotterdotter till Rutger von Ascheberg, kammarherren Claes Virgin till Stora Holma i Brastads socken och Torp i Bro socken. Dennes ättlingar med Augusta Kunckel blev synnerligen talrika.
Den yngre grenen utgår från Claes Virgins halvbror, majoren Axel Barthold Virgin, från faderns äktenskap med friherrinnan Christina von Köhler, dotter till Fredrik von Köhler. Han var fänrik vid Royal suédois när han på 1750-talet togs till fånga i Anklam, varefter han sedan han frigivits återgick till svensk tjänst där han med tiden blev major i Södermanlands regemente.
Bland kända Virginare bör nämnas Christian Adolf Virgin (1797-1870), kapten ombord på fregatten Eugenie då den som första svenska fartyg genomförde en världsomsegling. Nämnas bör även Arvid Bernhard Virgin, politisk och ekonomisk författare, samt militären och statsrådet Otto Wilhelm Virgin.
Bland mer sentida Virginare kan man finna ingenjören Ivar Virgin (1872-1935), ambassadören Eric Virgin (1920-2004), europaparlamentarikern Ivar Virgin (1936–2019) och riksdagsledamoten Lilian Virgin.

## Personer med efternamnet Virgin
Den 31 december 2013 var 118 personer med efternamnet Virgin bosatta i Sverige. Följande behandlas i egna artiklar i svenska wikipedia. Det är osäkert om alla med namnet tillhör adelsätten.
- Adolf Fredrik Virgin (1754–1815), militär
- Anna Virgin (1866–1954), målare
- Arvid Virgin (1757–1840), sjömilitär
- Arvid Virgin (1798–1874), militär
- Arvid Bernhard Virgin (1715–1794), politisk och ekonomisk författare
- Arvid Gottfrid Virgin (1831–1876), konstnär
- Axel Gustaf Virgin (1813–1900), läkare och författare
- Bernhard Virgin (1673–1743), militär
- Christian Adolf Virgin (1797–1870), sjömilitär
- Claes Virgin (1776–1850), militär och ämbetsman
- Claes Virgin (1858–1944), företagare och filantrop
- Curt Virgin (1899–1989), militär
- Emilie Virgin (1845–1926), skolföreståndare
- Eric Virgin (1876–1950), svensk militär
- Eric Virgin (1920–2004), svensk diplomat
- Fritz-Ivar Virgin (1903–1984), militär
- Gunnar Virgin (1883–1944), militär
- Hemming Virgin (1918–2005), botaniker
- Ivar Virgin (1844–1920), överste
- Ivar Virgin (1872–1935), ingenjör
- Ivar Virgin (1908–1980), riksdagens andre vice talman
- Ivar Virgin (1936–2019), europaparlamentariker
- Jacques Virgin (1873–1967), militär
- Johan Bernhard Virgin (1705–1783), militär
- Karl Virgin (1854–1915), militär
- Lilian Virgin (född 1939), politiker
- Otto Virgin (1852–1922), militär
- Philip Virgin (1824–1906), sjömilitär
- Thore Virgin (1886–1957), bibliofil